# ヒトスジシマカ
ヒトスジシマカ（一筋縞蚊、学名: Aedes (Stegomyia) albopictus）は、一般にヤブカとも呼ばれるヤブカ属の吸血性のカの1種。

## 特徴
胸部の背面に一本の白い正中線とW字状の斑がある。シマカ類の他種との違いは、気門後域の白鱗斑や中胸背板の前側縁の白色の筋がないことと、中胸背側縁の翅基部上部の鱗斑の幅が広く銀白鱗片であることである。体長は4.5mmほど。黒い体色に白い縞のカは殆どが本種である。本来、秋田県や岩手県が北限であったが生息域を北に広げつつあり、青森県（青森市、八戸市）で定着が確認されている。またデング熱などの感染症を媒介する事も知られている。
もともと雑木林や竹林の樹の洞や竹の切り株などに溜まった水（ファイトテルマータ）などで繁殖していたが、現在は藪・墓地・公園・人家など人工的な空間に存在する水溜りでもよく繁殖する。移動距離はおよそ50〜100m。世界的に見ると物資の移動に伴ってアジアから北米に侵入して定着し、また地球温暖化の影響で南北に生息地を広げており、熱帯病の蔓延が心配されている。

## 生態
生息地は藪・墓地・公園・人家など。植木鉢の受け皿に溜まった水のような小さな水溜りでも発生するので人家の近くでも見かける。逆に山間部など人や水気の少ない地域や地理条件では個体数が少なかったりまれに遭遇しても活発ではない。日本での出現期は5月から11月ごろ。昼行性であるが、早朝と夕方に特に活発に活動する。成虫の移動範囲は、植生のある都市部では100〜300mと推測されている。
蚊一般に当てはまることであるが、吸血行動は雌が産卵の栄養にするために行うものである。したがってオスは血を全く吸わないが、メスとともに人体に飛来する。これは吸血しに来るメスと交尾するためである。オスもメスも通常は花の蜜や草の汁を主なエサとしている。

## 人間とのかかわり
最も普通に見られる吸血性の蚊のひとつであるため、殺虫剤の試験に利用される。
デング熱、ジカ熱、西ナイル熱、チクングニア熱、黄熱などの感染症を媒介する。吸血時にヒトの皮膚に湿疹を起こすため、衛生害虫としても知られている。犬糸状虫症の原因である、犬糸状虫の媒介虫でもある。
本種は、世界の侵略的外来種ワースト100に定められている。本来の生息地である東アジアから北アメリカへ輸出された古タイヤの雨水に潜んでいたボウフラが、アメリカ合衆国東部に定着し、10年経たないうちにそこからヨーロッパ、中南米、中東に分布を広げたと推定される。